# Brilliance V3
La Brilliance V3 è un'autovettura prodotta dalla casa automobilistica cinese Brilliance dal 2014.

## Descrizione

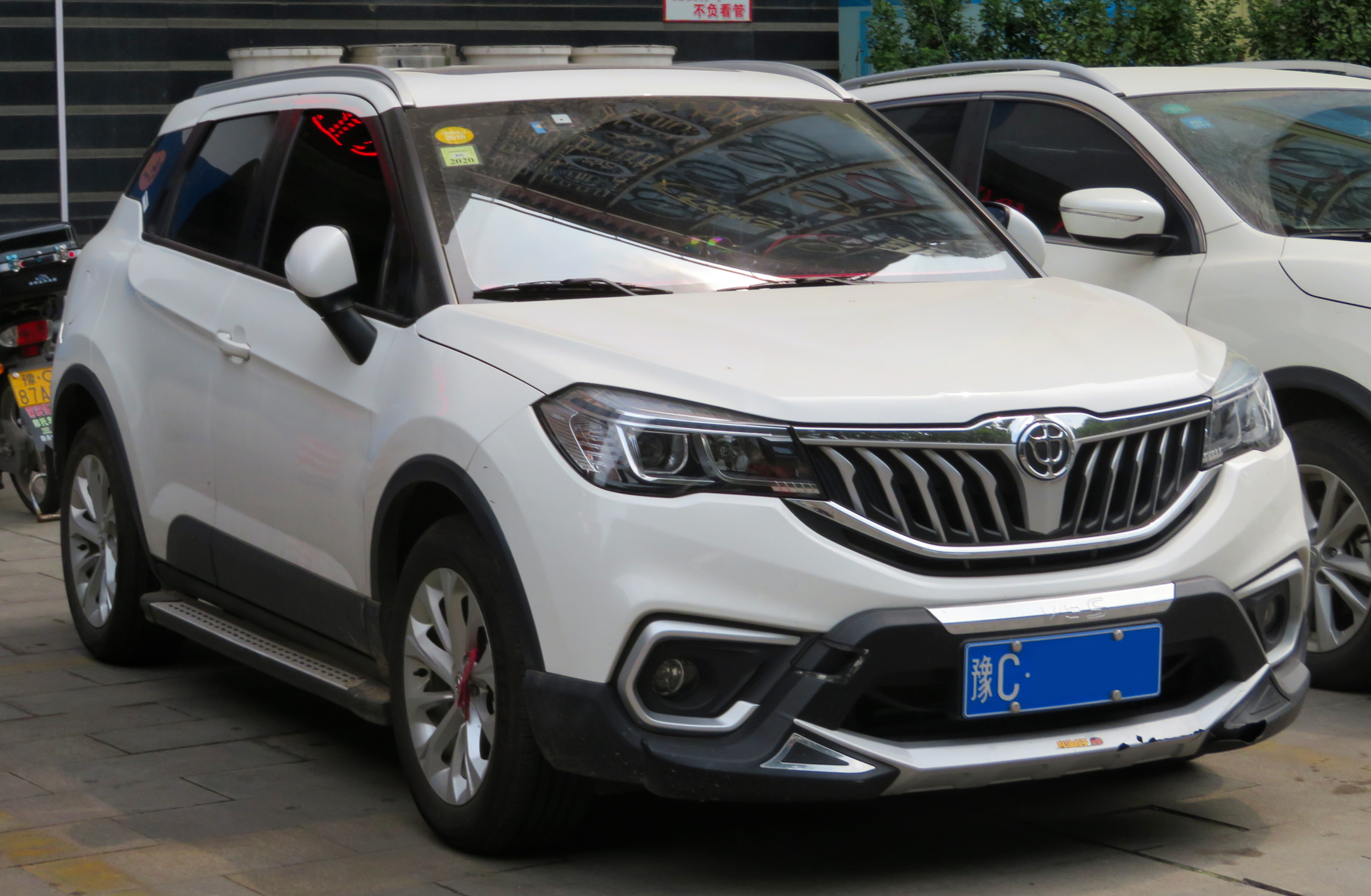
V3 restyling

La V3 è un crossover due volumi a 5 porte di medio-piccole dimensioni con lo schema meccanico tutto avanti, che condivide la stessa piattaforma con il Brilliance H220. Ha debuttato al salone di Shanghai 2015 ed è stato lanciato sul mercato cinese nel maggio 2015.
Nel secondo trimestre del 2017 la vettura è stata sottoposta ad un restyling. I cambiamenti hanno interessato principalmente la parte frontale con un nuovo design in linea con altri modelli della Brilliance, con una nuova griglia cromata e nuovi i fari a LED dalla forma più allungata e sottile che va a toccare la mascherina; sul retro, ci sono nuove luci dalle dimensioni maggiori che si estendono fino al portellone. Le motorizzazioni rimangono invariate con il quattro cilindri 1,5 litri aspirato da 112 e turbo da 150 CV.